# Чернявский, Илья Зиновьевич
Илья Зиновьевич Чернявский (27 марта 1917, Одесса, Херсонская губерния — 15 августа 1994, Москва) — советский архитектор, Заслуженный архитектор РФ, член-корреспондент Международной академии архитектуры в г. Москве, член-корреспондент РААСН. Один из немногих советских архитекторов, кому удавалось в хрущевский период «борьбы с излишествами» в архитектуре воплощать неординарные и эмоционально-насыщенные пространства. Постройки Чернявского стали лицом советской архитектуры в западных изданиях. В конкурсах Госгражданстроя и Союза Архитекторов на «Лучший проект» и «Постройку года» проекты Чернявского многократно отмечены премиями.

## Биография
Илья Чернявский родился 27 марта 1917 года в Одессе. В юности работал художником на одесском центральном почтамте, окончил рабфак индустриального института.
В 1941 году с отличием окончил архитектурный факультет Одесского института гражданского и коммунального строительства. Будучи студентом, выиграл конкурс на плакат-рекламу фирмы «Нестле», получил премию и тираж.
В начале Великой Отечественной войны Илья Чернявский работал десятником на строительстве военного завода в г. Нижний Ломов.
С 1942 года служил прорабом по маскировке и строительству оборонительных сооружений.
В 1944 году Чернявский был переведён на службу в мастерскую академика архитектуры Льва Руднева. В 1945 году, работая архитектором в мастерской, выполнил ряд проектов интерьеров и скульптурную проработку деталей фасадов здания Министерства обороны и жилого дома на Садово-Кудринской улице, 34.
С 1952 года мастерская вошла в состав Центрального военпроекта Министерства обороны. Чернявский, в качестве начальника архитектурного сектора, с группой сотрудников выполнил большое количество крупных проектов общественных и жилых зданий. В этот же период им были выполнены конкурсные работы по сериям крупнопанельных домов и сооружений из объёмных элементов, проекты были отмечены премиями и опубликованы в профессиональных изданиях.
С 1966 года и до конца жизни Чернявский работал в Центральном научно-исследовательском институте экспериментального проектирования курортно-туристских комплексов в Москве. В этом направлении оставалось больше возможностей для объёмно-пространственных экспериментов, и талант Чернявского раскрылся в крупных постройках, а также в нереализованных проектах.
В 1989 году Илье Чернявскому было присвоено звание Заслуженный архитектор Российской Федерации. В 1992 году архитектор был избран членом-корреспондентом Международной академии архитектуры в Москве.
Илья Чернявский умер 15 августа 1994 года, похоронен в Москве на Востряковском кладбище. У архитектора не было семьи.

## Выразительный язык архитектуры мастера

### Исторический контекст
В 1955 году, в начале эпохи Н. С. Хрущёва вышло постановление ЦК КПСС Об устранении излишеств в проектировании и строительстве. После выхода этого документа не только прекратилось строительство в стиле Советского монументального классицизма, но предельно были упрощены все архитектурные решения. Типизация форм должна была ускорить обеспечение населения жильём и утвердить новые ориентиры Коммунистической партии: функционализм и экономичность. Были упразднены все детали зданий, типизированы объёмы, индустриализация поглотила возможности архитектурного творчества. В этой среде Илья Чернявский оказался одним из немногих, кому удавалось отстаивать развитие архитектуры и создавать не типовые образы. Его работа в ЦНИИЭП лечебно-курортных зданий способствовала этому. Здания рекреационного назначения, часто располагающиеся на рельефе, морских и речных берегах, всё же требуют индивидуального подхода и не могут быть типизированы.

### Стиль
В мировой архитектуре, и в архитектуре СССР, в тот период господствовали стили функционализм и брутализм. Более экспериментальным, хотя на практике также реализуемым, было направление метаболизм. Илья Чернявский не хотел причислять своё творчество ни к одному из стилей. Формально его архитектура близка к стилю брутализм по основным признакам: подчёркнуто крупные конструкции, которые обогащают форму, смелость и сложность архитектурной композиции, железобетон как основной материал. Метаболические эксперименты тоже присутствуют в его работах. При всём этом Чернявский провозглашал поэтичность архитектуры, внимательное отношение к природе и диалог с ней, тонкость деталей, которые функциональной нагрузки не несли, но обогащали образ. Цитата Мастера: 
Архитектура говорит своим языком, языком единства. Это функциональная скульптура или пластическая конструкция; это мир объемов – света, цвета и материалов; это иерархия пространств во времени и вне времени. Здесь действуют контрасты и нюансы, сочетаются движение и покой, мощь и легкость.
Андрей Гозак:
Он верил в предназначение архитектуры и владел искусством её создания. Он хотел, чтобы архитектура звучала мощно. Его активное позиция рассматривала окружение – городское или природное – и как источник вдохновения, и как среду, к которой он способен добавить что-то новое.
Архитектура Чернявского сложна, многогранна, динамична. По-моему, живи он в эпоху Микельанджело и Борромини, то выбрал бы их своими лучшими друзьями.

### Пансионат Вороново
В «Вороново» впервые воплотились в полной мере базисные принципы Чернявского, основанные на скульптурном подвижном построении формы. Архитектура пансионата экспрессивна, эмоциональна, раскована.
Андрей Гозак:
Впечатления от увиденного в «Вороново» превзошли все ожидания. На берегу большого водоема стояло протяженное белое здание, напоминающее поезд, ведомый мощным локомотивом. Оно ворвалось в этот спокойный ландшафт, отражая свои пластичные формы в зеркале воды. «Поезд» остановился, но ощущение движения не исчезло. И затем, много раз посещая объект, я замечал, что это ощущение не пропадает.
Динамика форм архитектуры пансиона напоминает масштабное музыкальное произведение, богато инструментованное. Все элементы композиции подвижны и контрастируют друг с другом. Противопоставлены объёмы двух крупных корпусов: общественного и спального. Создаётся игра вертикалей и горизонталей, глухих и открытых пространств. При этом динамика форм обусловлена внутренним их содержанием, которое реагирует на внешнее окружение. Происходит диалог интерьера и природы. Здание, как пластическая скульптура, совершенно по-разному экспонируется при осмотре с панорамных точек, при обходе по периметру и вблизи. Свет играет на внешних формах и, проникая в интерьер, моделирует пространство в течение дня.

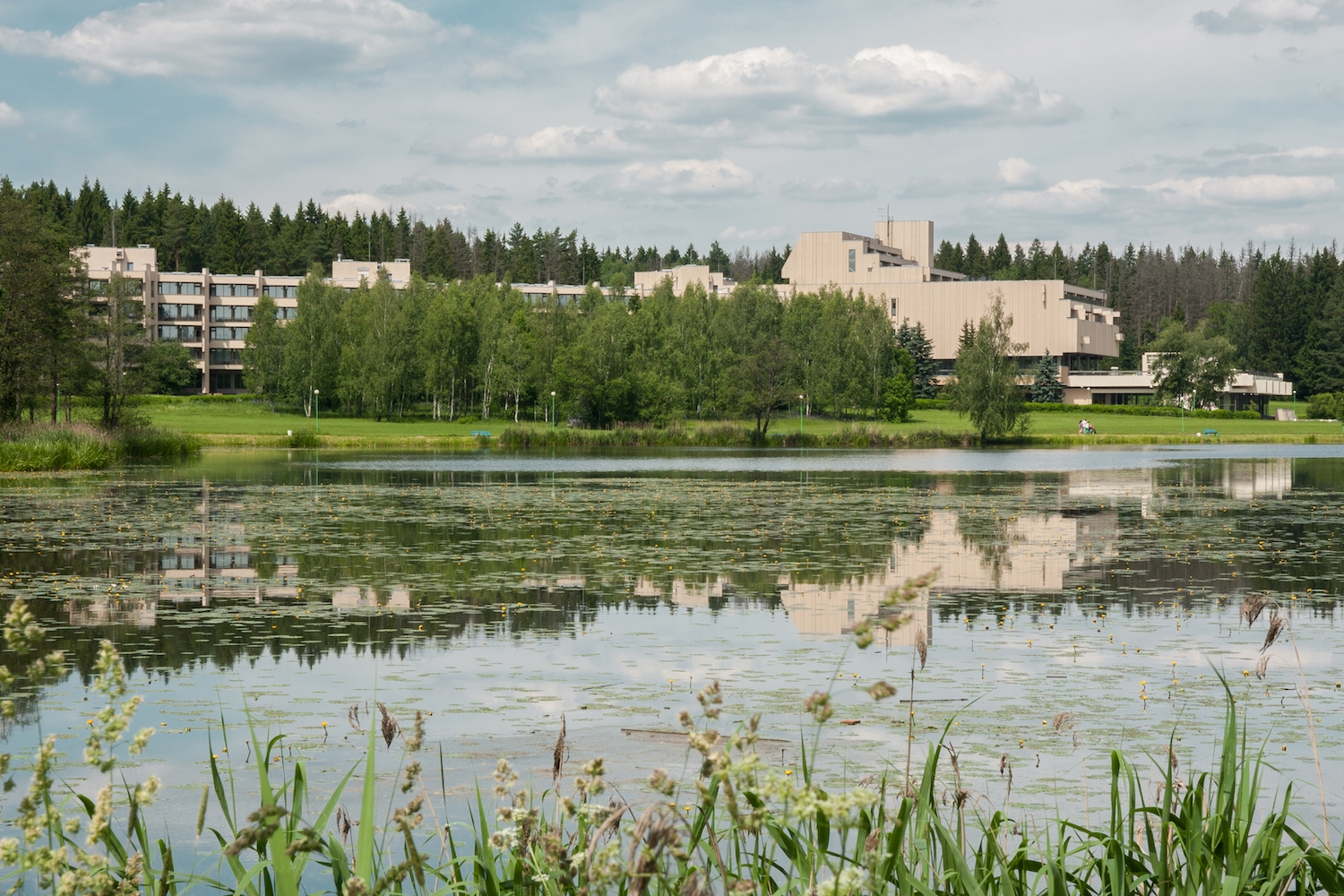
Вороново. Вид с противоположного берега. 1966 – 1974.
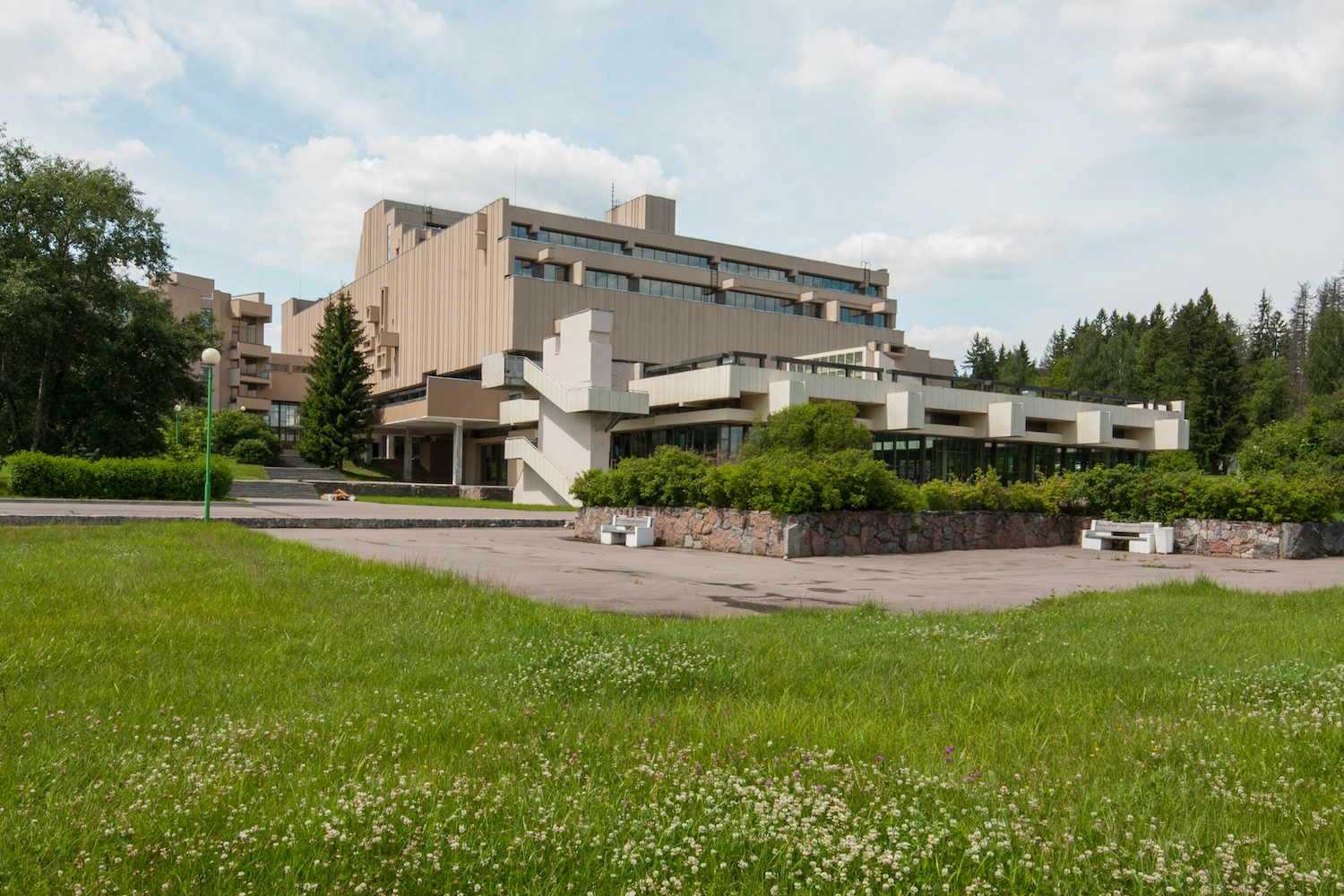
Вороново. Основной корпус. 1966 – 1974.
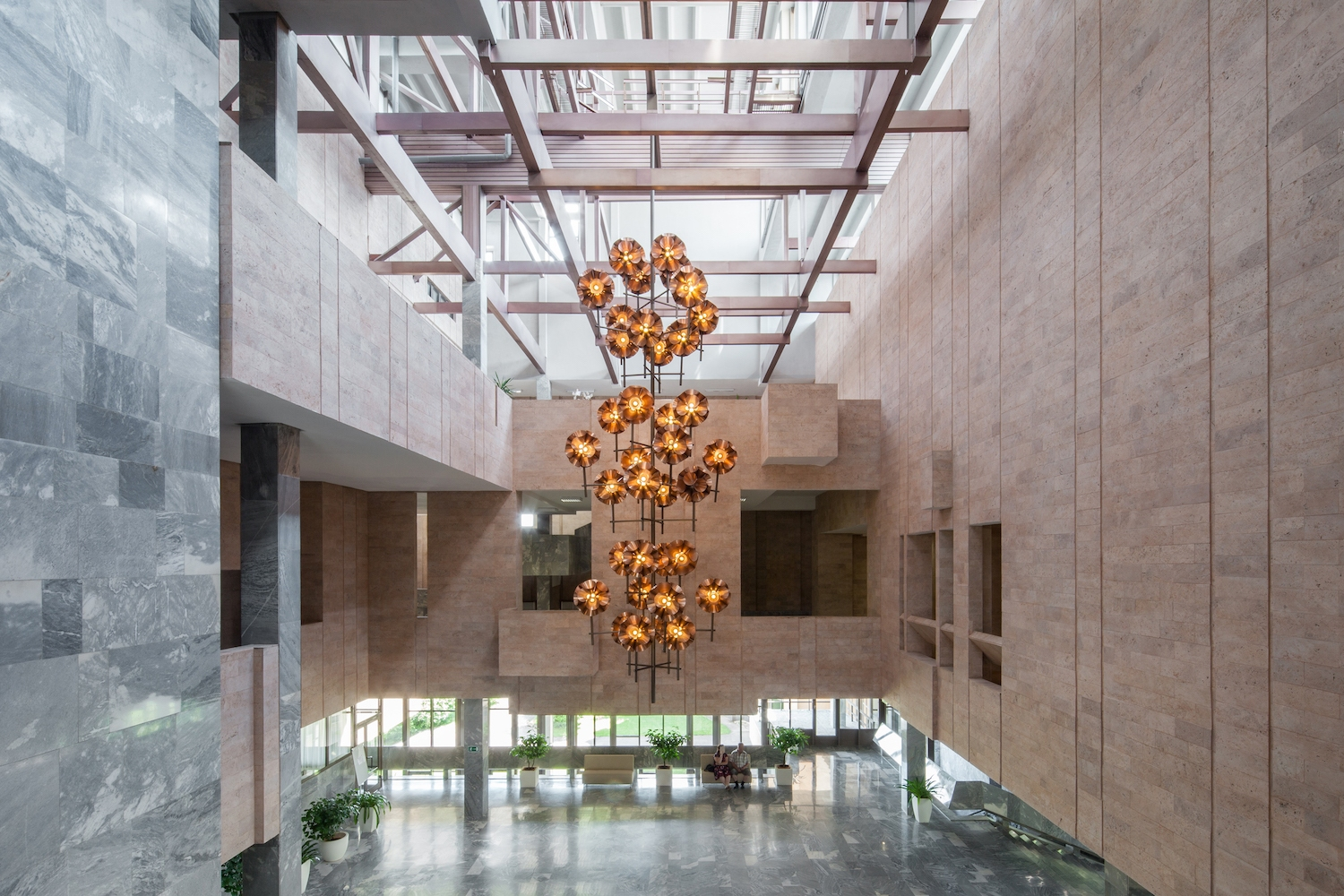
Вороново. Атриум. 1966 – 1974.

### Пансионат Отрадное
В пансионате «Отрадное» Чернявский также разыгрывает контраст общественного и спального корпусов, но с учётом иной ландшафтной ситуации. Комплекс напоминает лайнер. С воды первым планом открывается жилой корпус, с преобладающим горизонтальным ритмом окон, но и ярко выраженными вертикалями выступающих стен, наподобие контрфорсов. Общественный корпус возвышается за жилым, создавая мощный, при этом тонко прорисованный силуэт. Между корпусами по рельефу образуется каньон, в котором расположен многоярусный атриум. Композиция «Отрадного» отвечает природному окружению, но дополняет его яркой архитектоникой. Жилой корпус, в плане зеркаля живописной изгиб реки, на фасаде выпрямляет линию рельефа, контрастирует с изгибами холма, то опираясь на них, то выступая, как мост. Живописно отрисованные лестницы и пандусы создают игру с рельефом и растворяют композицию в природе.

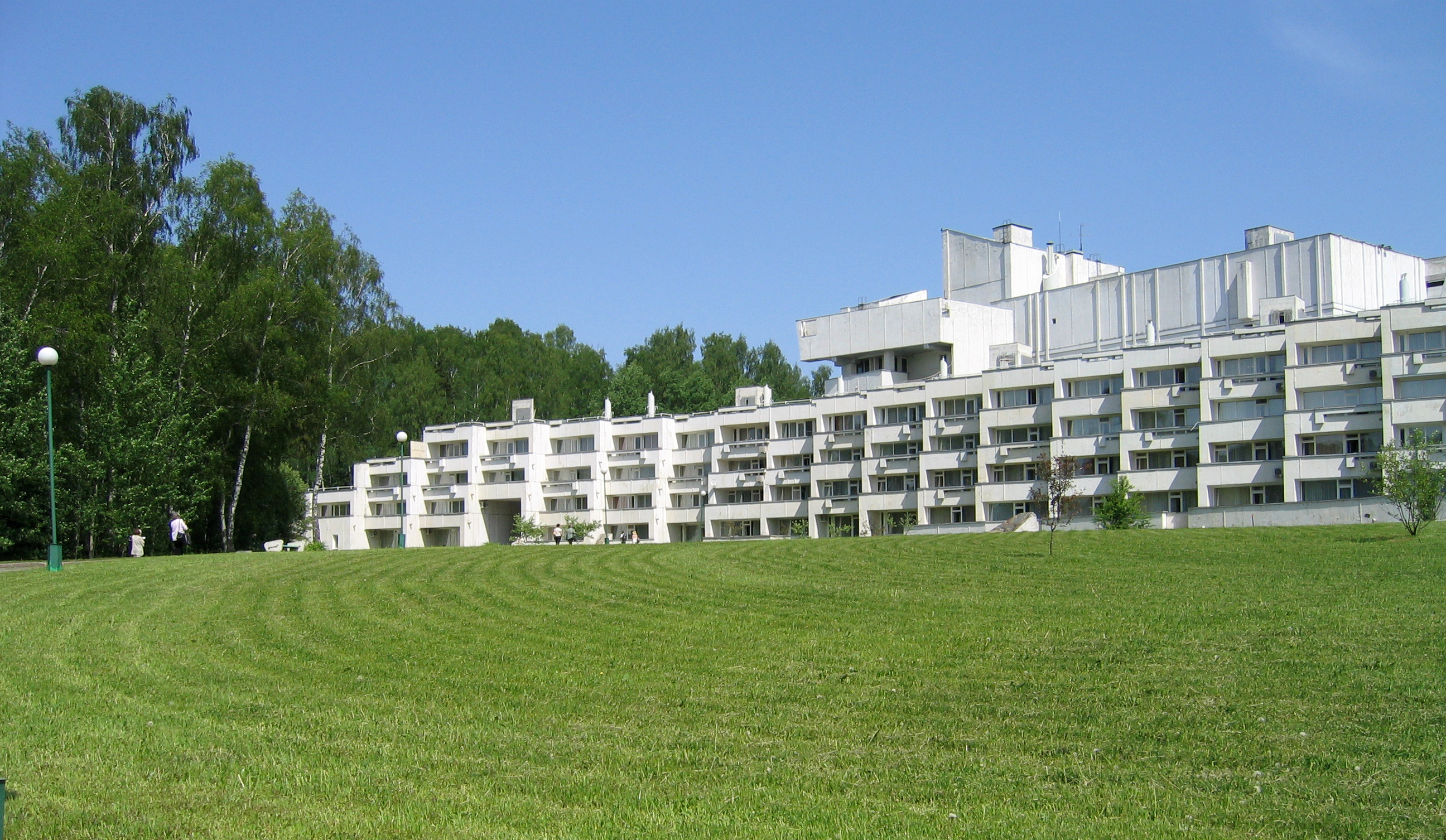
Отрадное. Спальный корпус. 1966 – 1982.
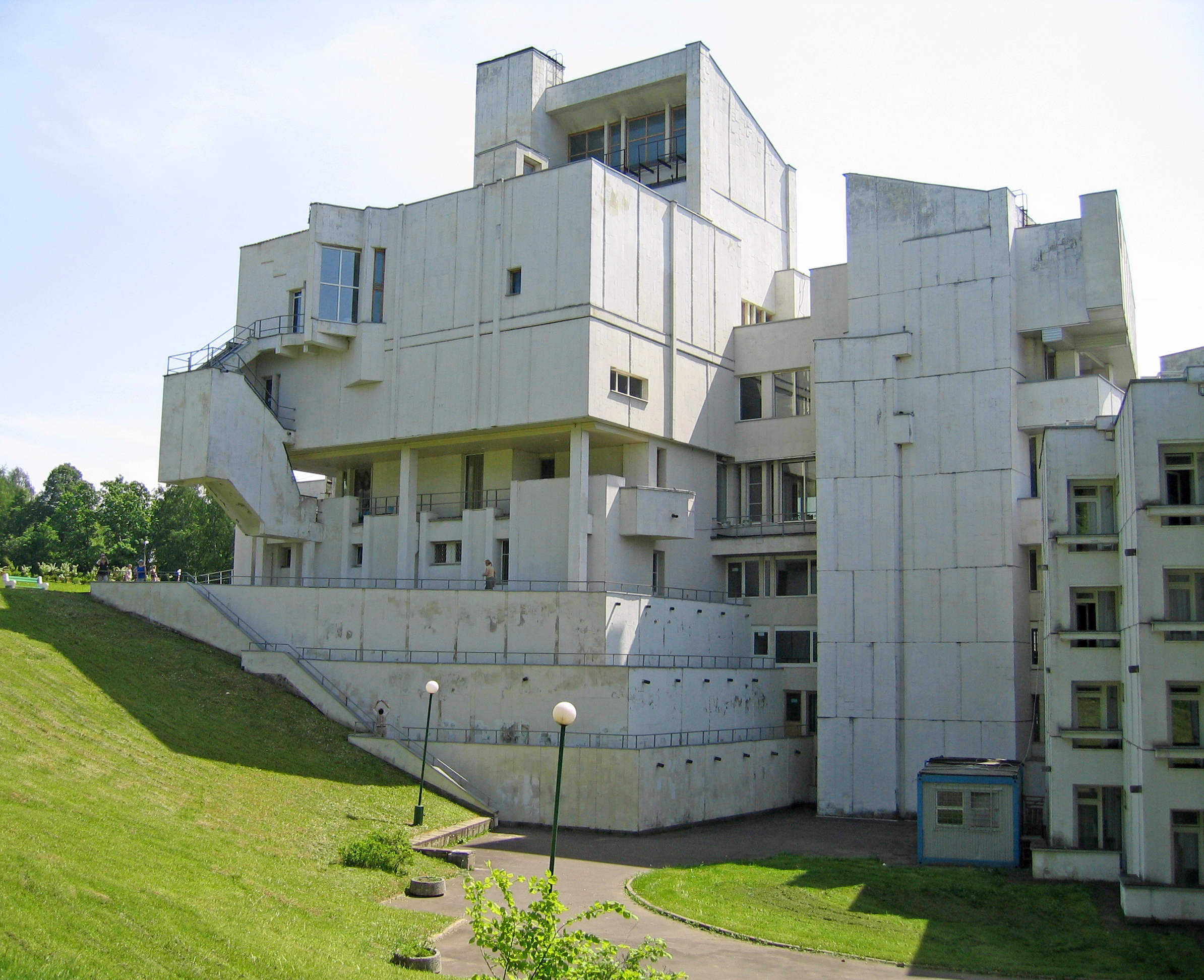
Отрадное. Основной корпус. 1966 – 1982.
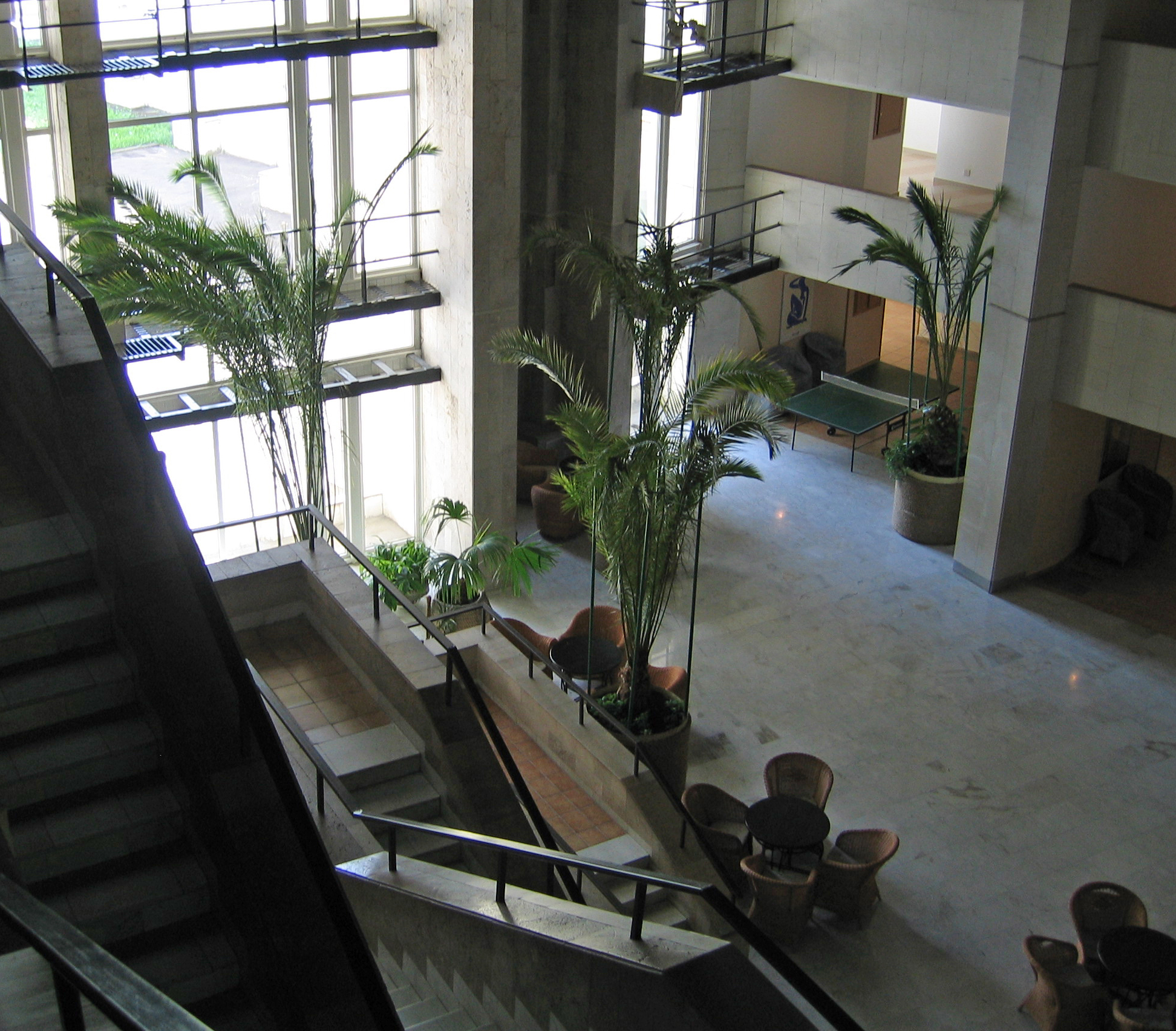
Отрадное. Многоярусный атриум. 1966 – 1982.

### Красная Пахра
Спальный корпус дома отдыха «Красная Пахра» в Подольском районе Московской области — камерное произведение, сомасштабное человеку, разыграно на рельефе. Пластичная скульптура из кирпича. Как всегда у Чернявского, выразительно тонко дополняет природное окружение. Внешняя среда органично заходит в интерьер, благодаря большим витражам, игре света и кирпичным стенам внутри здания. В планах линии, расположенные строго в ортогональной сетке, свободным полётом напоминают произведения Пита Мондриана и Мис ван дер Роэ.
Этот вариант проекта был сделан за один месяц, когда убыл утверждён предыдущий вариант. Проект согласовали в МосОблГлавАПУ снисходительно, как худший проект, который они видели. 
Законченный объект стал лучшей постройкой года на Смотре-конкурсе Союза Архитекторов СССР 1985 года.

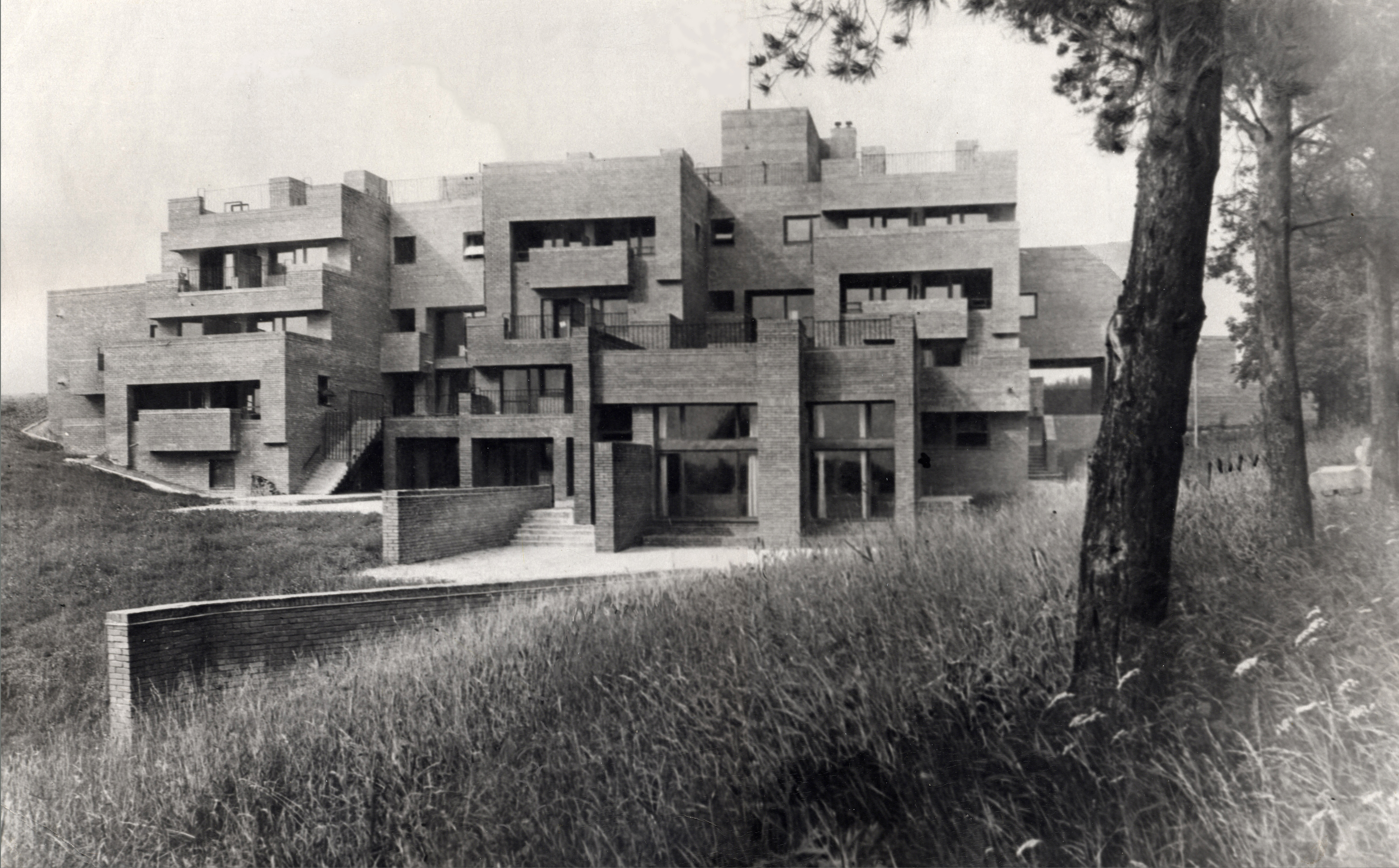
Дом отдыха «Красная Пахра», общий вид. 1976-1979
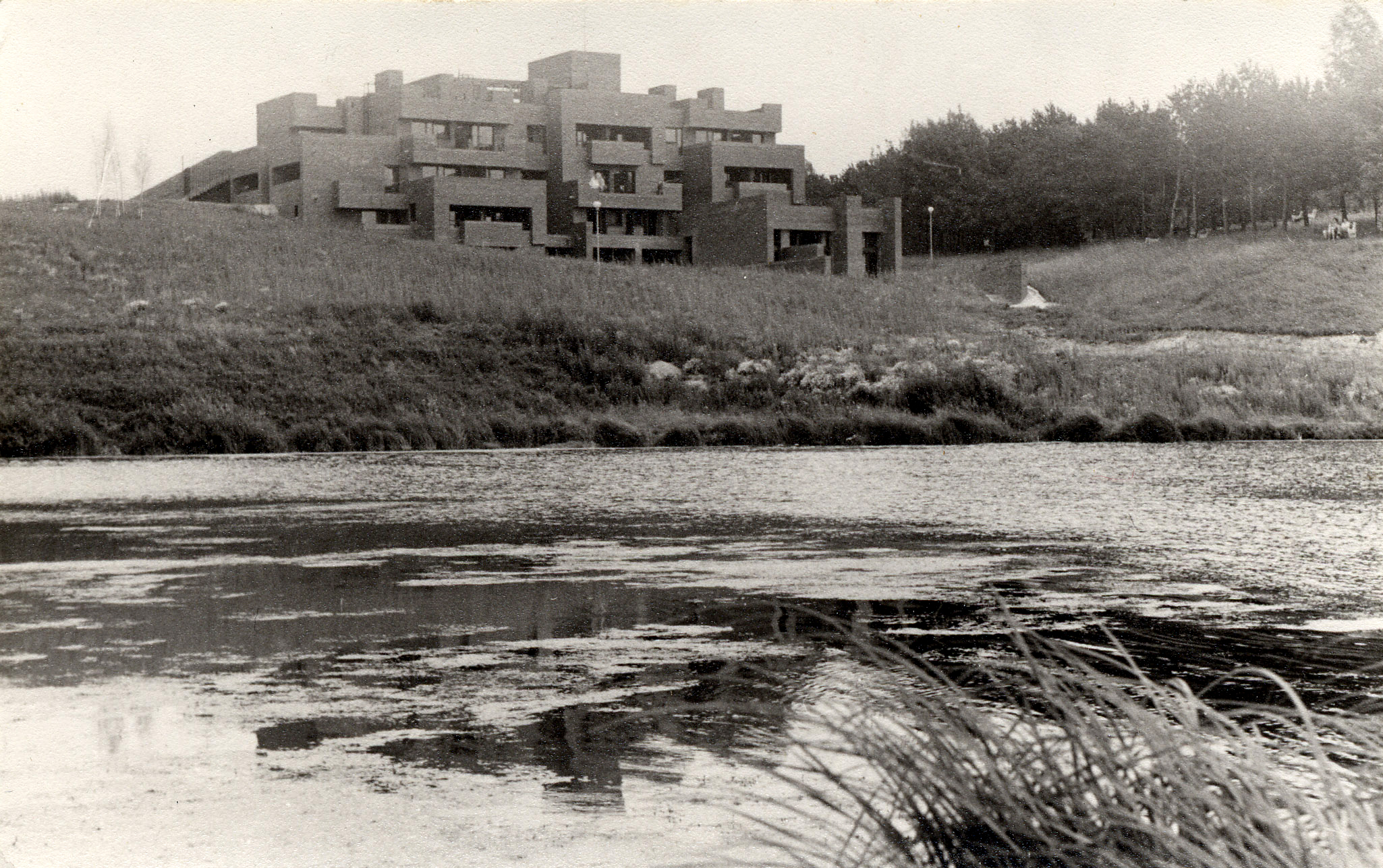
Дом отдыха «Красная Пахра», вид с противоположного берега. 1976-1979
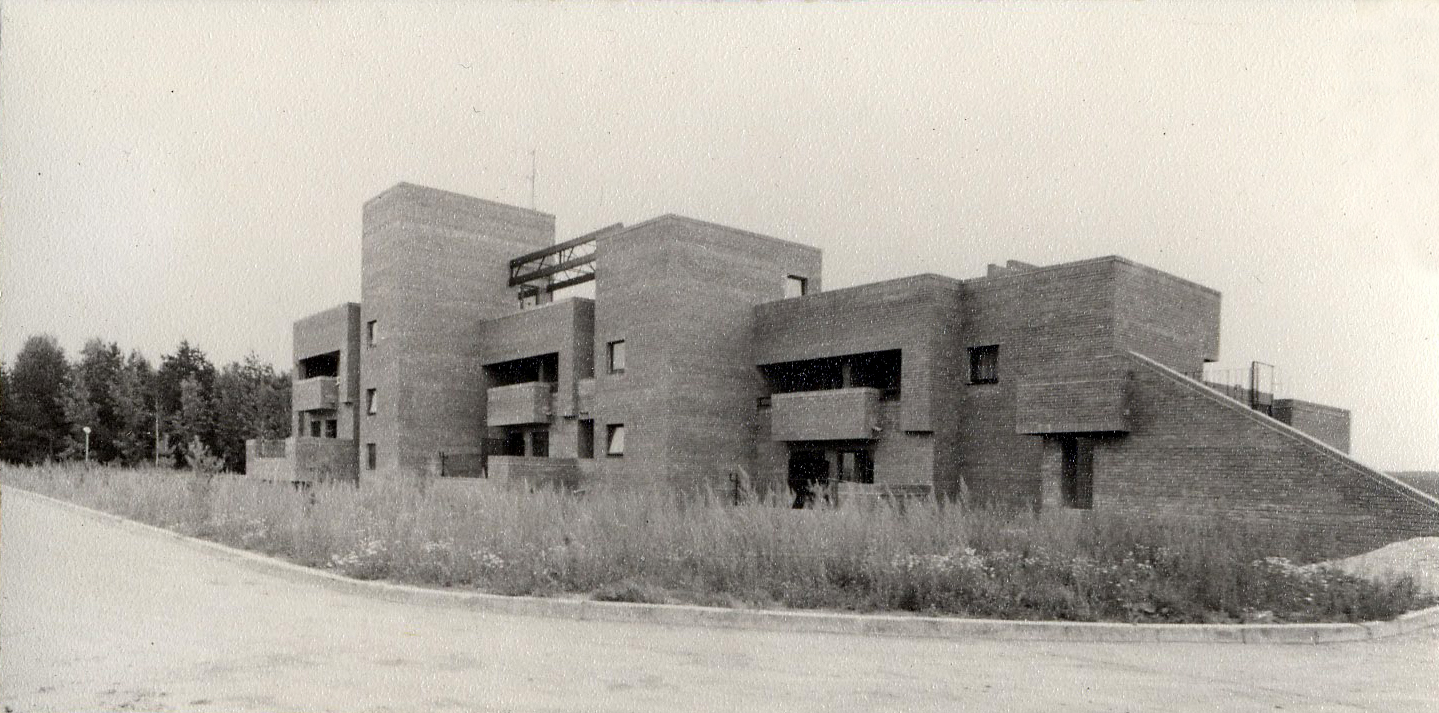
Дом отдыха «Красная Пахра», вид с проезжей части. 1976-1979

### Проектная работа для юга
С конца 1960-х годов Чернявский проектирует крупные рекреационные комплексы для юга. Многие из этих проектов не реализованы. Все сложнее становилась ситуация в строительстве в СССР. С развалом государства даже текущие стройки были остановлены.
- Грандиозный проект развития курортного городка Адлер требовал большой плотности жилых корпусов и развитой инфраструктуры. Чернявский запроектировал урбанистичные вертикали жилых башен, но расчленил их по вертикали, повесив кубические объёмы на центральный стержень.
- Киноконцертный зал на 3000 мест в Адлере запроектирован в виде глухой летающей тарелки с пластически разработанными деталями, сомасштабными человеку.
- Санаторный комплекс «Лазаревское» представляет собой кластеры – небольшие вертикальные самодостаточные города, живописно расположенные на фоне гор. Как всегда в проектах Чернявского архитектура, являясь частью природы, ярко звучит на её фоне. Этот проект можно называть футуристическим, хотя он реален с точки зрения строительства, и причислить его к стилю метаболизм. Треугольные корпуса позволяют ориентировать все номера на море.
- Треугольные корпуса также применены в пансионате «Сосновая роща», в г. Геленджике. На фасадах, как и в Лазаревском, создан горизонтальный ритм.
- Похожая концепция треугольных корпусов применена Чернявским в проекте санаторного комплекса в г. Арзни, в Армении, который остался недостроенным после землетрясения. Но, в отличие от других экспериментов с треугольниками, здесь на фасадах создан вертикальный ритм, который напоминает окружающие скалы.
- Также, как Арзни, стоит недостроенным коробка внушительного комплекса, близкого к стилю метаболизм дома творчества кинематографистов в г. Алуште. Здесь были применены круглые витражные блоки, ритмично звучащие на фасаде.
- Проект фестивального комплекса гостиницы Госкино в г. Ялте планировался непосредственно на набережной в продолжение гостиницы Ореанда. Здесь Чернявский, подчёркивая тонкий силуэт крымких гор, создал композицию гостиницы из многих элементов, силуэтом вдохновлённую замком Ласточкино гнездо. Тонко вписываясь, а не противопоставляя архитектуру природе, подобно Воронцовскому дворцу, гостиница могла бы обогатить панораму Ялты.
- Двухзальный Ледовый дворец спорта на 15000 мест для зимней олимпиады в Сочи 2002 года. Последняя крупная работа Чернявского. Сооружение размещается на месте нереализованного концертного зала, в основе лежит тот же образ летающей тарелки. Но в этом проекте круглая форма динамично закручивается из двух, направленных друг на друга дугообразных загрузочных эстакад, как будто спиралью завязываясь в грандиозный узел.

### Другие проекты
- Проект Дома творчества Союза журналистов в Елино представляет собой каменную скульптуру, расположенную по кромке озёра. Объёмы, огранённые как будто самой природой. Пещеры, но геометрически выстроенные, современные и элегантные.
- Два проекта Чернявского являются даже для него самого достаточно радикальными в отношении к форме. Горнолыжная база института им. Курчатова на Эльбрусе спроектирована как повернутый на ребро параллелепипед и походит на кристалл, врезанный в скалу, похожий на космический объект или на дракона из средневековых легенд, который опустился на гору. Наклонные грани параллелепипеда естественным образом превращаются в скатную кровлю, которая состоит из солнечных батарей. В экстравагантной игре с формой Мастер создаёт удобные планировки.
- Международный молодёжный центр «Верховина», г. Ужгород: главный корпус «улица», поднимающаяся по хребту холма, обнимающие холм «крылья», в которых размещены основные общественные пространства. Здание с большими скатными черепичными кровлями и облицовкой из местного камня и дерева напоминает народную архитектуру Закарпатья и сливается с природой.

### Наследие
Множество проектов Мастера не были реализованы, но существует архив его проектов и эскизов. Чернявский эскизировал беспрерывно, никогда не останавливая творческий процесс. Он «пачкал бумагу», случайные клочки кальки, салфеток, оторванные уголки чертежей. Он не боялся ошибок, часто начинал с чего-то уже сделанного, пытаясь применить прошлую идею к новому объекту. Затем возникало новое инновационное решение. Из испачканной массы эскизов «всплывал» образ, воплощался в форму, в элегантные чертежи. Чернявский великолепно владел архитектурной графикой и оставил огромное творческое наследие.

## Память

Мемориальная доска

С 1955 по 1994 год Илья Чернявский жил в Москве по адресу Ленинградский проспект, дом № 75 (также известен как «Генеральский дом»). В 2018 году в честь архитектора на фасаде дома была установлена мемориальная доска.

## Интересные факты[1]
- Мастерская ЦНИИЭП курортных зданий Чернявского располагалась удалённо от здания дирекции и в ней творилась особая творческая атмосфера. На стенах висела «экспозиция» деталей снесённых кварталов деревянных домов «Самотёки» – утраченного фрагмента Садового кольца. Это были деревянные детали домов, а также куклы, унитазы и другие невообразимые предметы. Регулярно проделывались розыгрыши с гостями мастерской. Например, ручка двери была переустановлена на шкаф, в результате чего директор института Полянский А. Т.  после очередного творческого разноса вышел в шкаф. А на дверь в этот момент была установлена старая патефонная головка.
- Сотрудники мастерской Чернявского называли его «Мастер», что не встречалось в других мастерских.
- Каждый новый эскиз Чернявский назвал «вероянт», это было одно из любимых его слов.
- Архитектор Борис Шабунин  изменил весь свой жизненный путь, попав в мастерскую Чернявского и увидев всего лишь разрез одного из проектов. Одним днём Шабунин уволился отовсюду, на следующий день уже работал у Мастера.
- Чернявский был прекрасным рисовальщиком и живописцем, имел великолепное чувство цвета. Почти ничего из его работ в этом направлении сохранилось.
- Один из наиболее любимых творческих методов Чернявского – аппликация, раскладка бумажек на чертежах фасадах, которая позволяла живописно дорабатывать композицию.  То же самое он делал с макетами из пенопласта. Как скульптор добавляя и вырезая объём здания.
- Чернявский почти каждый вечер ездил в Центральный дом архитектора, любил бильярд, совсем не пил, хотя платил в ресторане за собеседника. Обладал великолепным чувством юмора.
- На проекте «Вороново» случился скандал, архитекторов обвинили в превышении бюджета. Чернявского сняли с руководства мастерской. Это его не сломило, он постепенно восстанавливал свои позиции и коллектив. Вернулся к руководству мастерской при том же директоре.
- В процессе проектирования гостиничных комплексов в Геленджике Мастер сочинял стихи про здания, которые скатываются в море, как обломки скал. Читал стихи на магнитофон и просил читать других, затем подбирал к ним музыку. Стены были увешаны горными панорамами и чертежами старинных кораблей. Так происходила подготовка к Градостроительному совету города.

## Проекты и постройки[1]

### Постройки
- Внутренняя отделка и рельефы фасадов здания Минобороны СССР, г. Москва (1944 – 1945)
- Библиотека на главной площади г. Воронежа (1945)
- Жилой дом МО СССР на ул. Володарского (ныне ул. Гончарная), г. Москва (1947 –  1953)
- Жилой дом на Хорошевском шоссе, г. Москва (1954 – 1956)
- 8-этажные жилые дома в Танковом проезде, г. Москва (1954 – 1959)
- Учебный корпус со спортзалом Академии им. Куйбышева, г. Москва (1954 – 1959)
- Жилой дом на ул. Кирова (ныне ул. Мясницкая), г. Москва (1955 – 1957)
- Экспериментальный жилой дом из объёмных элементов, р-он Текстильщики, г. Москва (1957 – 1958)
- Крытый каток – Дворец спорта ЦСКА на Ленинградском пр., г. Москва (1960 – 1962)
- Комплекс гостиниц на Садово-Спасской ул, г. Москва (1961 – 1968)
- Жилой дом на ул. Рылеева, г. Москва (1965 – 1968)
- Пансионат Госплана СССР «Вороново» на 685 мест, Московская обл. (1966 – 1974)
- Пансионат МК и МГК КПСС «Отрадное» на 300 мест, Московская обл. (1966 – 1982)
- Дом отдыха комбината «Правда» на 500 мест «Планерное», Московская обл. (1967 – 1974)
- Пансионат на 300 мест в пос. Битца. Московская обл. (1967)
- Спальный корпус на 78 мест дома отдыха «Красная Пахра», Московская обл. (1976 – 1979)
- Типовой пионерский лагерь (1977)
- Типовой пионерский лагерь - база отдыха на 720- 840 мест (1978)
- Типовой пионерский лагерь-база отдыха на 360-420 мест (1979)
- Зрительный зал дома отдыха «Красная Пахра», Московская обл. (1979 – 1980)
- Бассейн с водолечением дома отдыха «Красная Пахра», Московская обл. (1979 – 1980)
- Пансионат «Сосновая роща» на 330 мест, г. Геленджик (1979 – 1981)
- Дом специалистов с офисом, Нахабино, Московская обл. (1992)
- Жилой дом на 1 семью 500 м2, дер. Вашутино, Московская обл. (1992 – 1993)
- ФОК Поликлиники № 1 ГУВД, 2-й Вышеславцев пер., г. Москва (1992 – 1994)

### Недостроенные объекты
- Киноконцертный зал на 2700 мест, г. Адлер (1968 – 1987)
- Турбаза ВЦСПС, спальные корпуса на 750 мест, г. Адлер (1971)
- Санаторный комплекс на 500 мест в г. Арзни, Армения (1977 – 1987)
- Дом творчества журналистов в Елино, Московская обл. (1981)
- Пансионат Союза кинематографистов СССР, г. Алушта (1985 – 1992)
- Спальный корпус на 420 мест в доме отдыха "Планерное", Московская обл. (1985 – 1992)
- Павильон термоводолечения для д/о "Вороново", Московская обл. (1989 – 1994)

### Нереализованные проекты
- Проект застройки Б. Серпуховского вала, г. Москва (1947)
- Проект застройки Гончарного спуска у Краснохолмского моста, г. Москва (1952)
- Проект застройки площади Курского вокзала, г. Москва (1953)
- Серия жилых домов из объёмных элементов. Заказной конкурс (1960)
- Серия крупнопанельных жилых домов. Заказной конкурс (1960)
- Генплан развития курорта Адлер (Адлер-I и Адлер-II) (1970)
- Проект развития курортного городка «Адлер» (1975 – 1992)
  - Столовая на 1500 мест для родителей с детьми.
  - Общественный центр туристского комплекса.
  - Ресторан на 70 мест с магазином.
  - Пансионат на 20 мест.
  - Пансионат на 60 мест.
- 2-х зальный ледовый Дворец Спорта на 15 тысяч мест для Зимней Олимпиады «Сочи-2002» (1992)
- Санаторный комплекс на 4050 мест «Лазаревское», пос. Лазаревское (1972 – 1975)
- Спальный корпус санатория «Тишково», Московская обл. (1975 – 1976)
- Всесоюзный заказной конкурс на застройку ул. Ленина, г. Железноводск (1978)
- Санаторий «Минэнерго» у горы Развалка, г. Железноводск (1981 – 1983)
- Санаторий "Росколхозздравница" у горы Развалка, г. Железноводск (1981 – 1983)
- Детский сад «Красная Пахра», Московская обл. (1986 – 1987)
- Лечебный корпус с бассейном дома отдыха изд. «Правда» в Планерном, Московская обл. (1986 – 1987)
- Горнолыжная база института им. Курчатова на Эльбрусе (1986 – 1988)
- Международный молодёжный центр «Верховина» на 500 мест, г. Ужгород, Закарпатская обл. (1986 – 1990)
- Комплекс пионерского лагеря на 960 мест Норильского комбината, Минусинский район Красноярского края (1987 – 1989)
- Гостиница Госкино СССР на 350 мест, г. Ялта (1988 – 1989)
- Курортная гостиница на 380 мест, г. Железноводск (1989)
- Жилые дома в центре Сочи (1989)
- Пансионат на 500 мест в Лазаревском (1989 – 1990)
- Пансионат для семейного отдыха при Доме творчества кинематографистов. г. Алушта (1989 – 1990)
- Санаторный комплекс на 500 мест Академии Наук СССР, г. Хвалынск, Саратовская обл. (1990)
- Пансионат на 250 мест в Уч-Дере, г. Сочи (1990)
- Пансионат "Деревня" на территории санатория «Правда», г. Сочи (1990 – 1991)
- Загородный дом на две семьи для американских специалистов, Московская обл. (1991)
- Культурный центр, г. Сочи (1991 – 1992)
- Центр спорта, г. Савелово (1992)
- Частная гостиница, Карелия (1992)
- Клуб ветеранов футбола. г. Москва (1992)
- Международный альпинистский центр «Хан-Тенгри» на 500 мест, Казахстан (1992 – 1994, соавтор - Павлов, Марк Павлович)
- Гостиничный комплекс, г. Южно-Сахалинск (1993)
- Гостиничный комплекс в Уч-Дере, г. Сочи (1993)
- Дом туристов в г. Пскове на 18 мест (1994)
- Жилой дом на 1 семью 270 м2, Николина Гора, Московская обл. (1994)
- Проект реконструкции владения ¼ (1994)
- Здание ресторана и казино, ул. Джандосова, г.Алматы (1994, соавтор - Павлов, Марк Павлович)

## Цитаты мастера
Нам необходимо в каждом конкретном сооружении, формируя психологическую среду, создавать свою драматургию пространства: напряженного или экологически спокойного, иллюзорного или конкретно отрезвляющего.
Без самодисциплины нет архитектурного творчества.
Анализ и синтез следуют за интуицией. Но самовыражение не самоцель, а состояние, суть которого в непреодолимом стремлении вычленять музыку из шума, внутренний порядок архитектурного организма.
Чертят копировщицы, а архитектор прочерчивает.
Техника для достижения своих целей постоянно усложняет средства. Техника – прогрессивна. То, что вчера было самым совершенным, сегодня меркнет перед новыми открытиями. В искусстве хорошо известными средствами достигается ранее неведомое, и ценности искусства вечны и непреходящи.
Солнце лучший художник!

## Персональные выставки
- 2010 год – персональная выставка в музее Музее архитектуры им. Щусева.[3]
- 2017 год – персональная выставка к 100-летию со дня рождения мастера в музее Музее архитектуры им. Щусева.[4]

## Звания и награды
Проекты И. Чернявского отмечены многими наградами и премиями. Из известных: 
- Заслуженный архитектор РФ (1989)
- Победитель Смотра-конкурса Союза Архитекторов СССР «Лучшая постройка года» (Спальный корпус Дома отдыха «Красная Пахра», 1979)
- Победитель Смотра-конкурса Союза Архитекторов СССР «Лучший проект года» (Типовой пионерский лагерь, г. Минусинск, 1989)
- Победитель Смотра-конкурса Союза Архитекторов СССР «Лучший проект года» (Гостиница Госкино в Ялте, 1990)

## Галерея

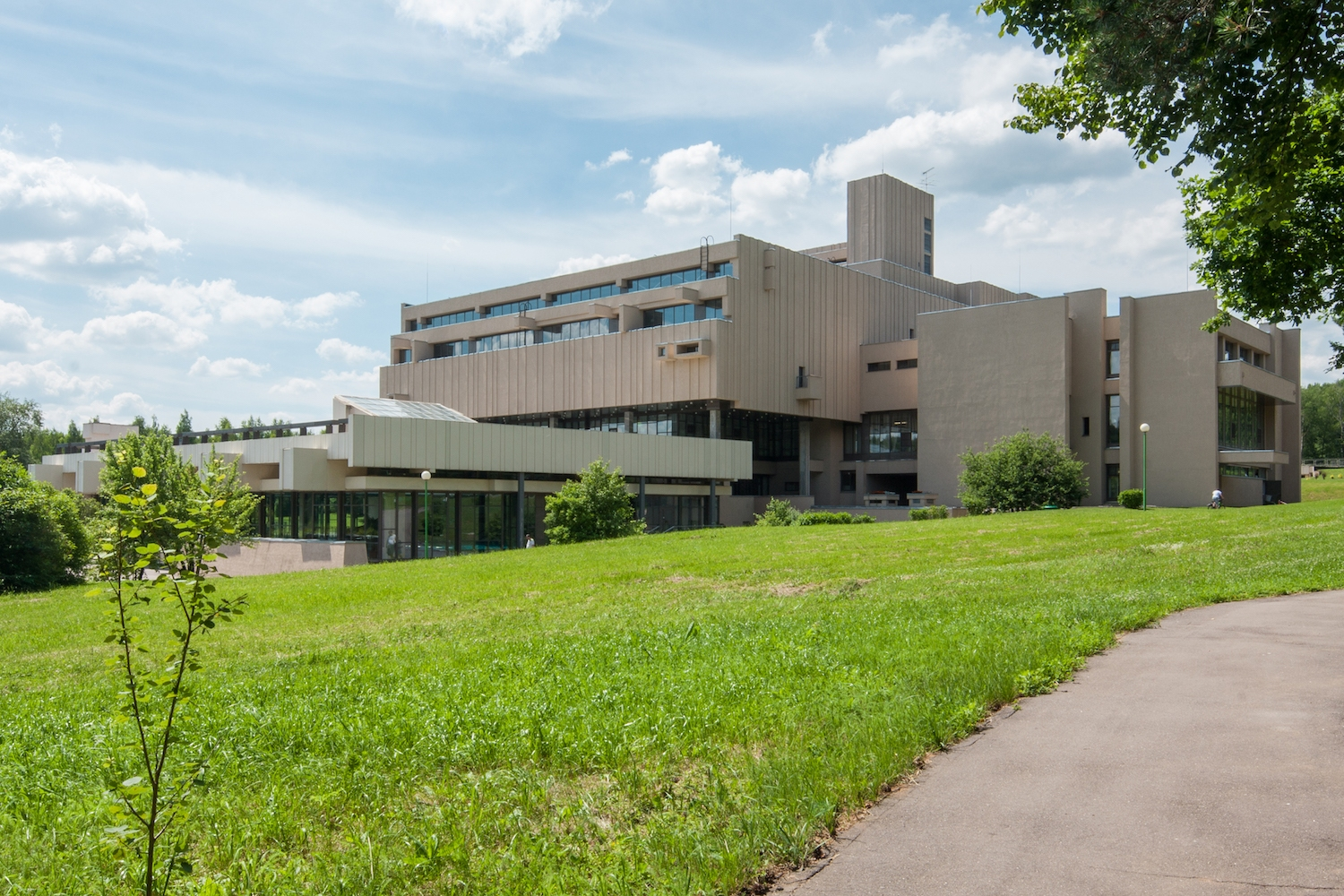
Пансионат Госплана СССР «Вороново»
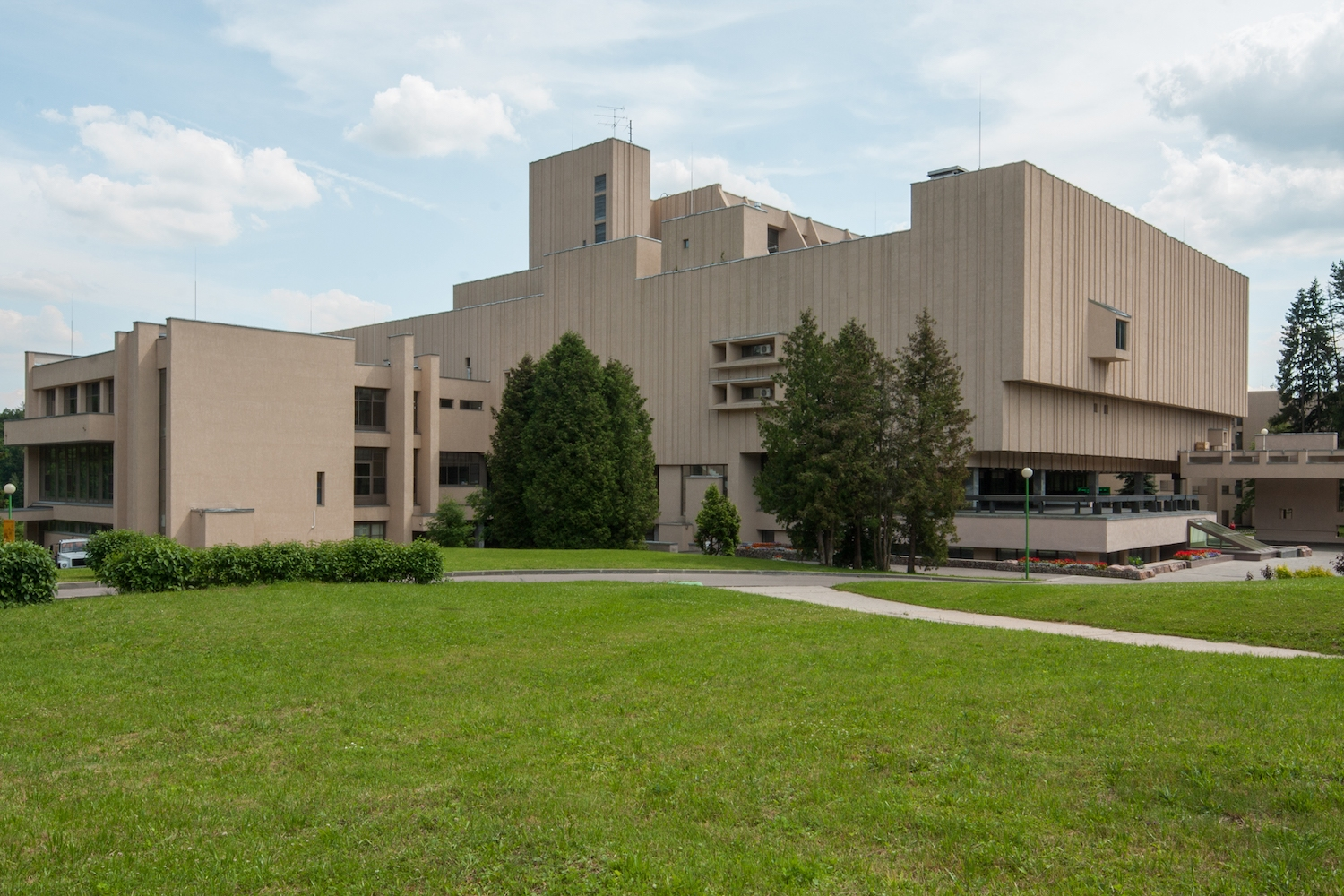
Пансионат Госплана СССР «Вороново»
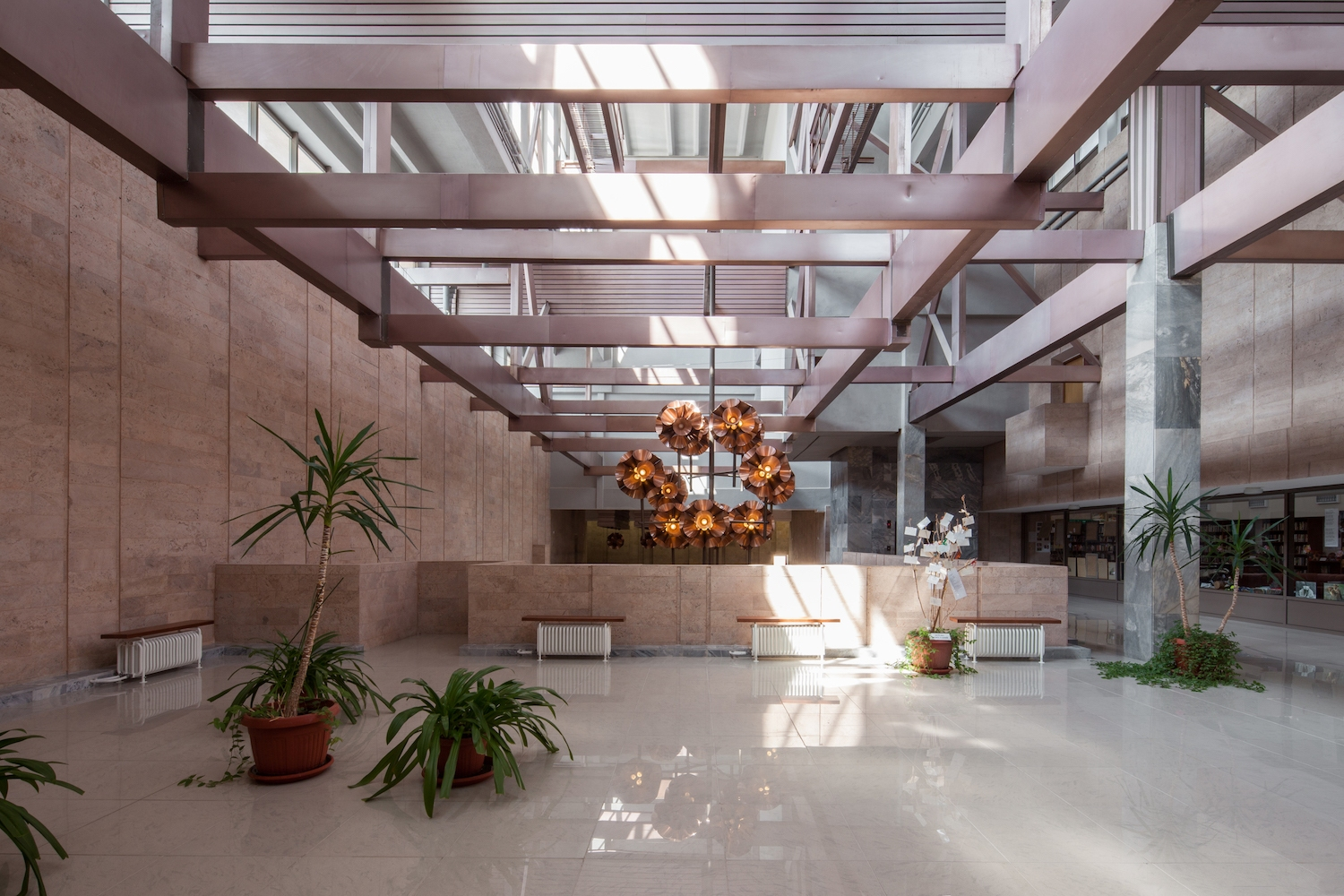
Пансионат Госплана СССР «Вороново»
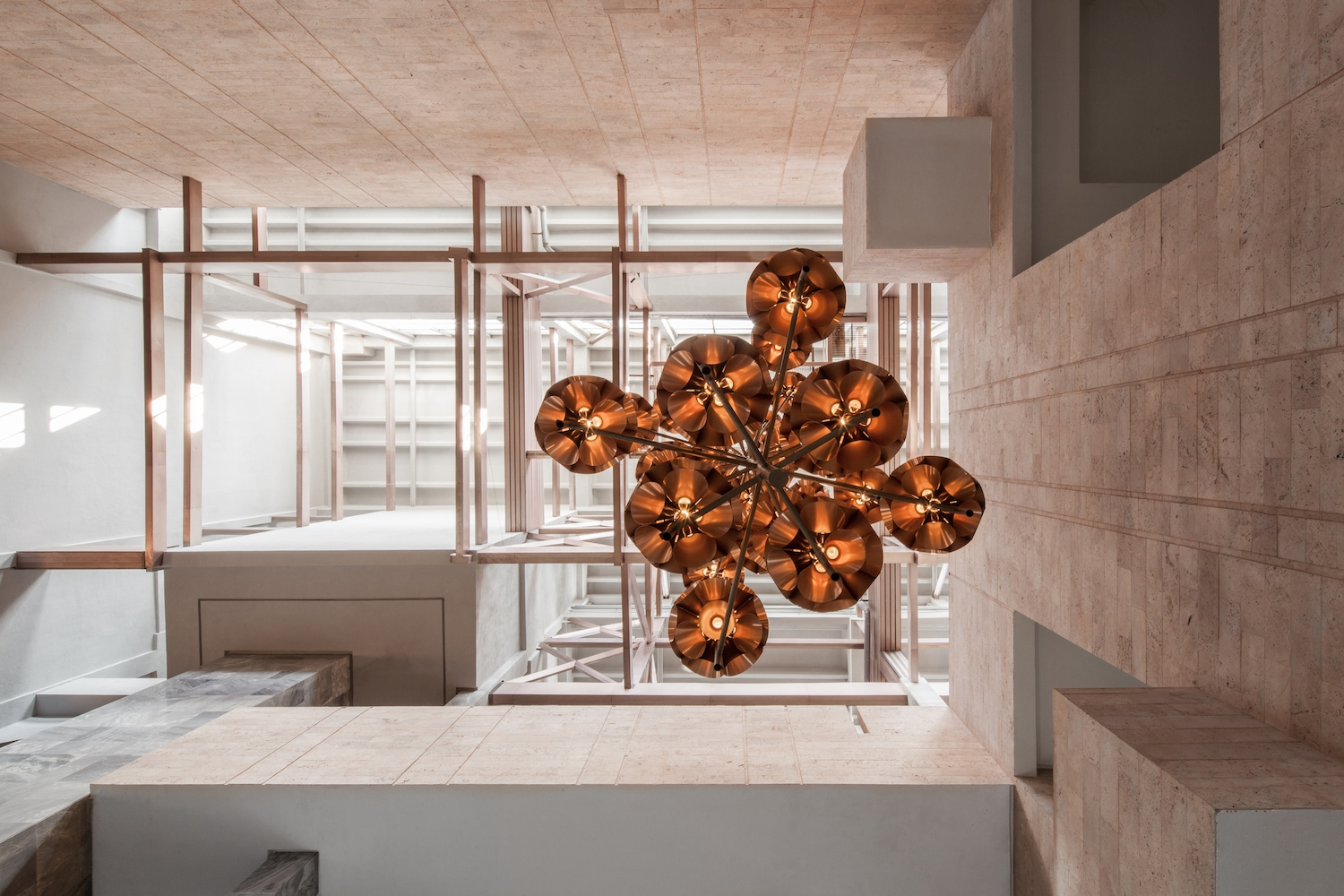
Пансионат Госплана СССР «Вороново»
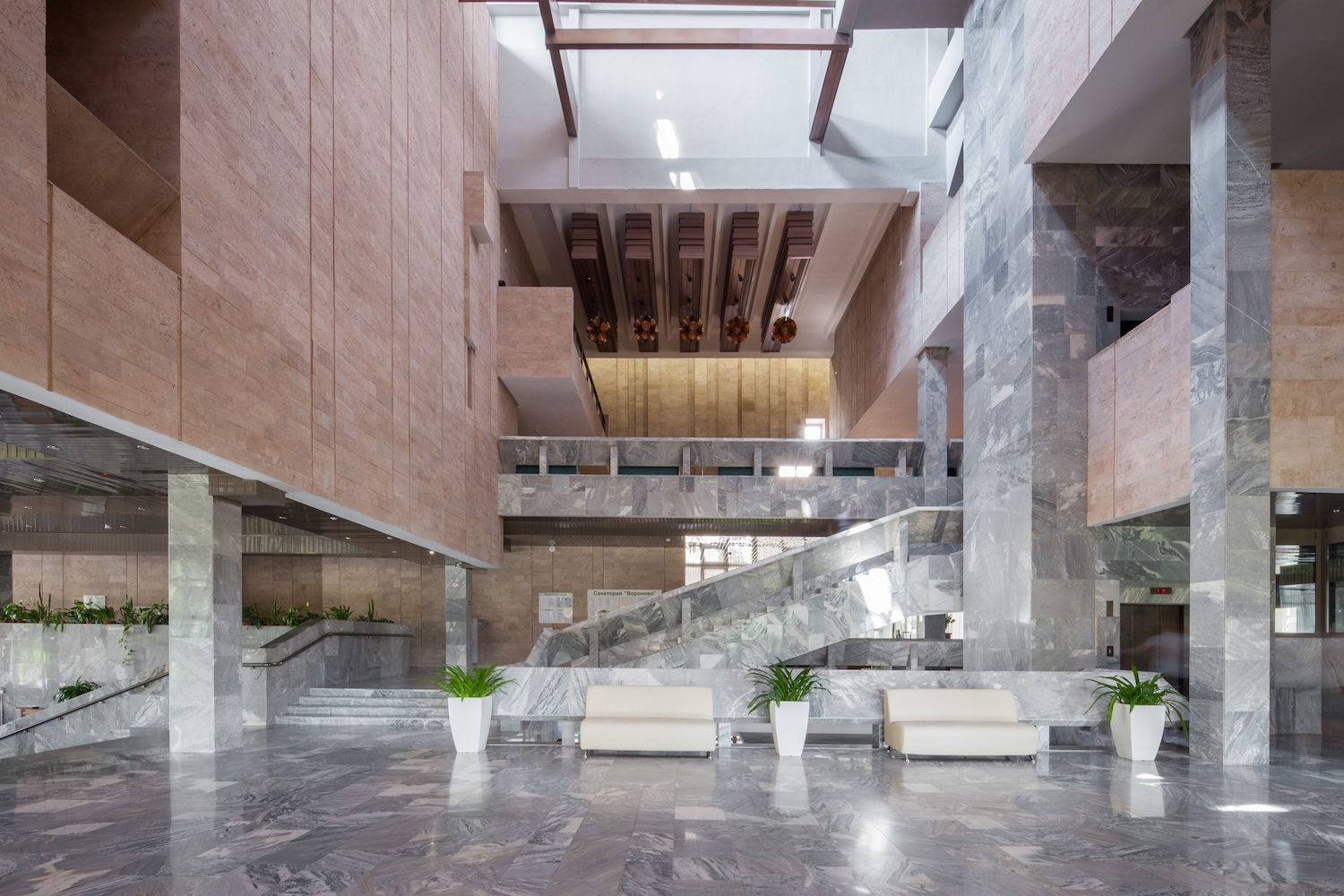
Пансионат Госплана СССР «Вороново»
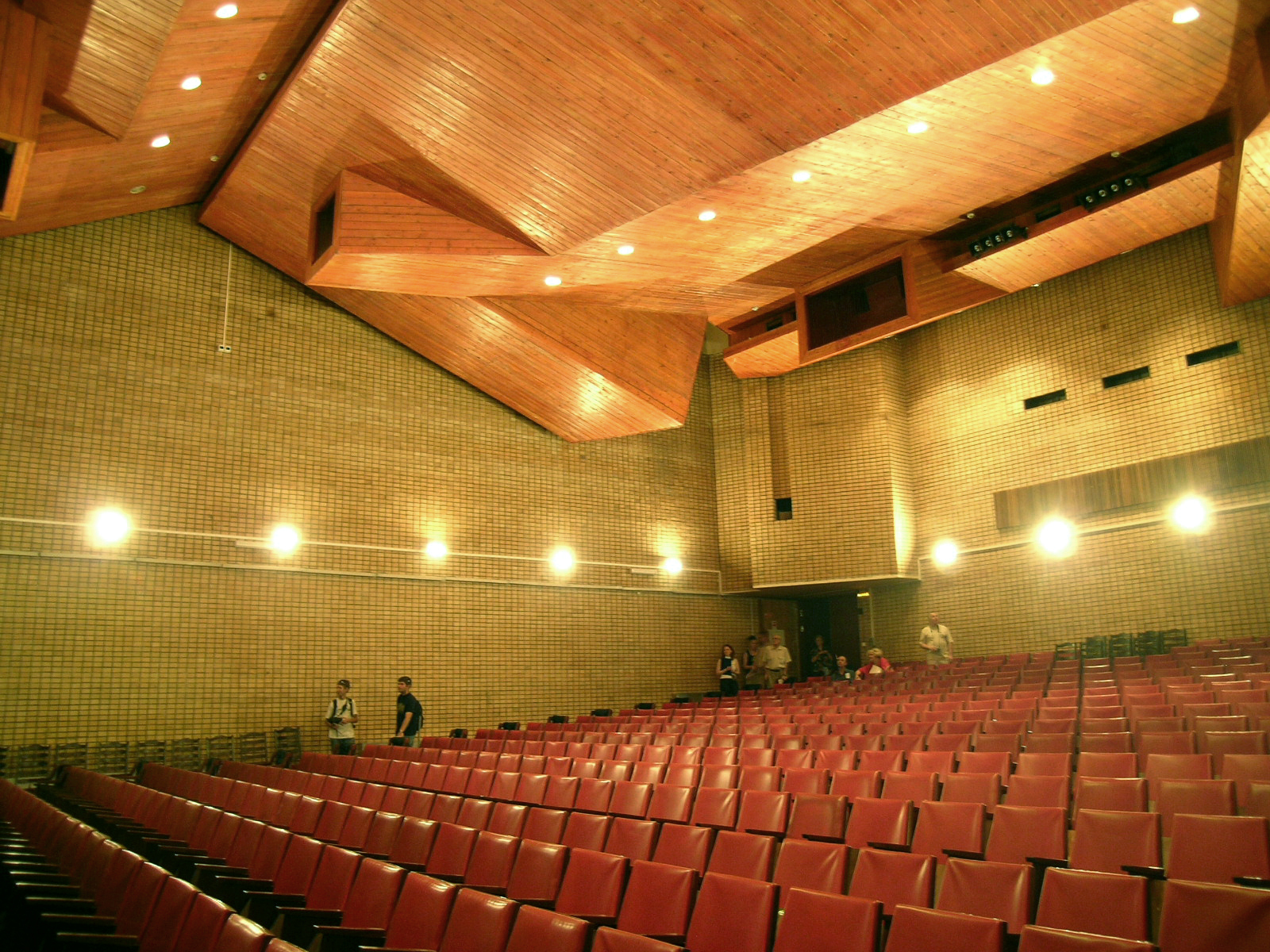
Дом отдыха комбината «Правда» на 500 мест «Планерное», зрительный зал.
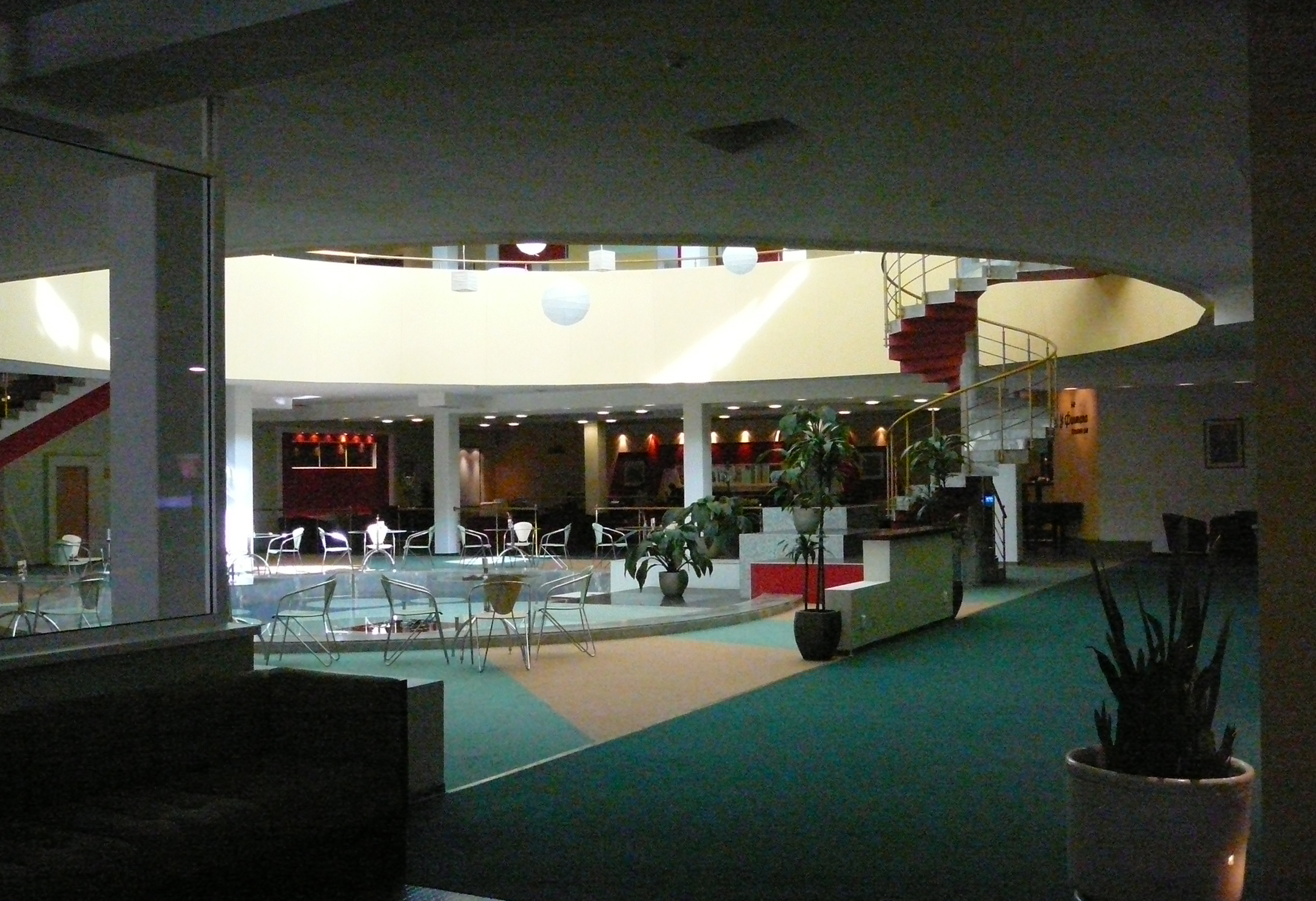
Дом отдыха комбината «Правда» на 500 мест «Планерное», атриум.
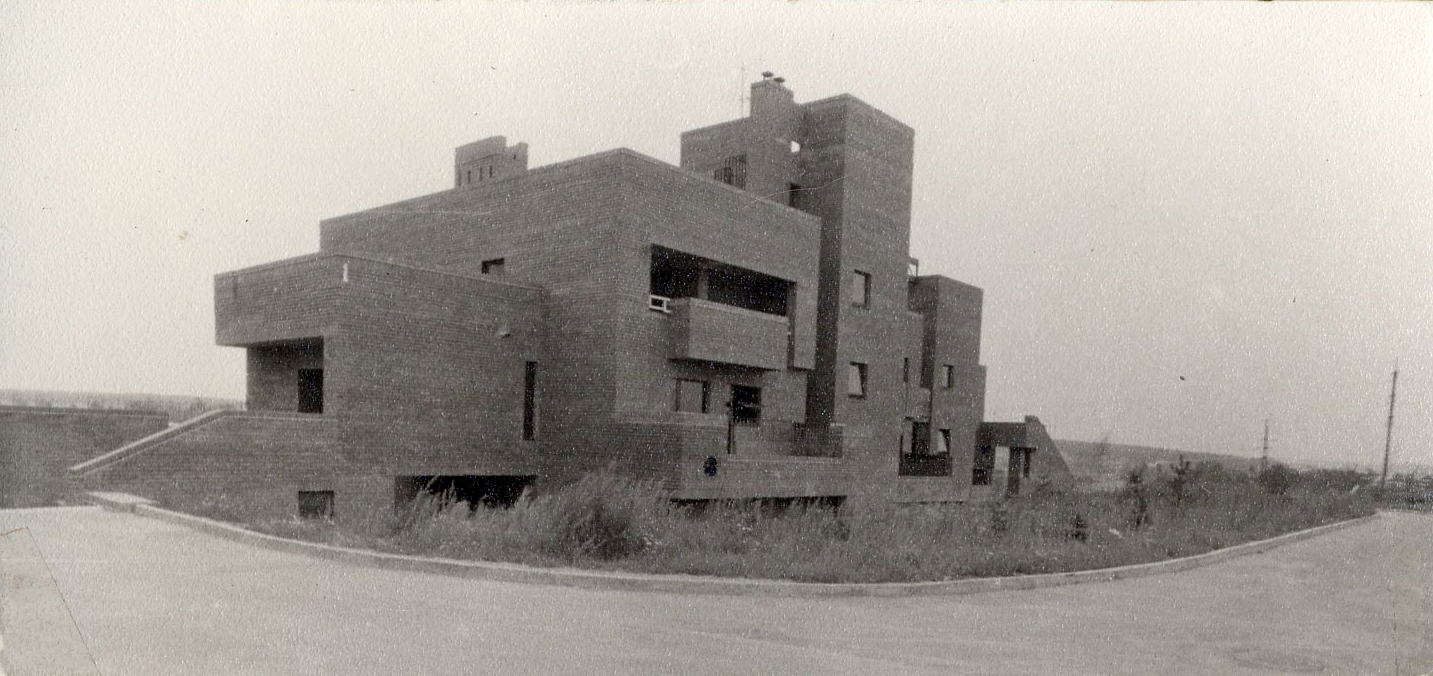
Дом отдыха «Красная Пахра», вид с проезжей части. 1976-1979